# Mystacides indicus
Mystacides indicus är en nattsländeart som beskrevs av Martynov 1936. Mystacides indicus ingår i släktet Mystacides och familjen långhornssländor. Inga underarter finns listade i Catalogue of Life.